# Železniční trať Ta-tchung – Pchu-čou

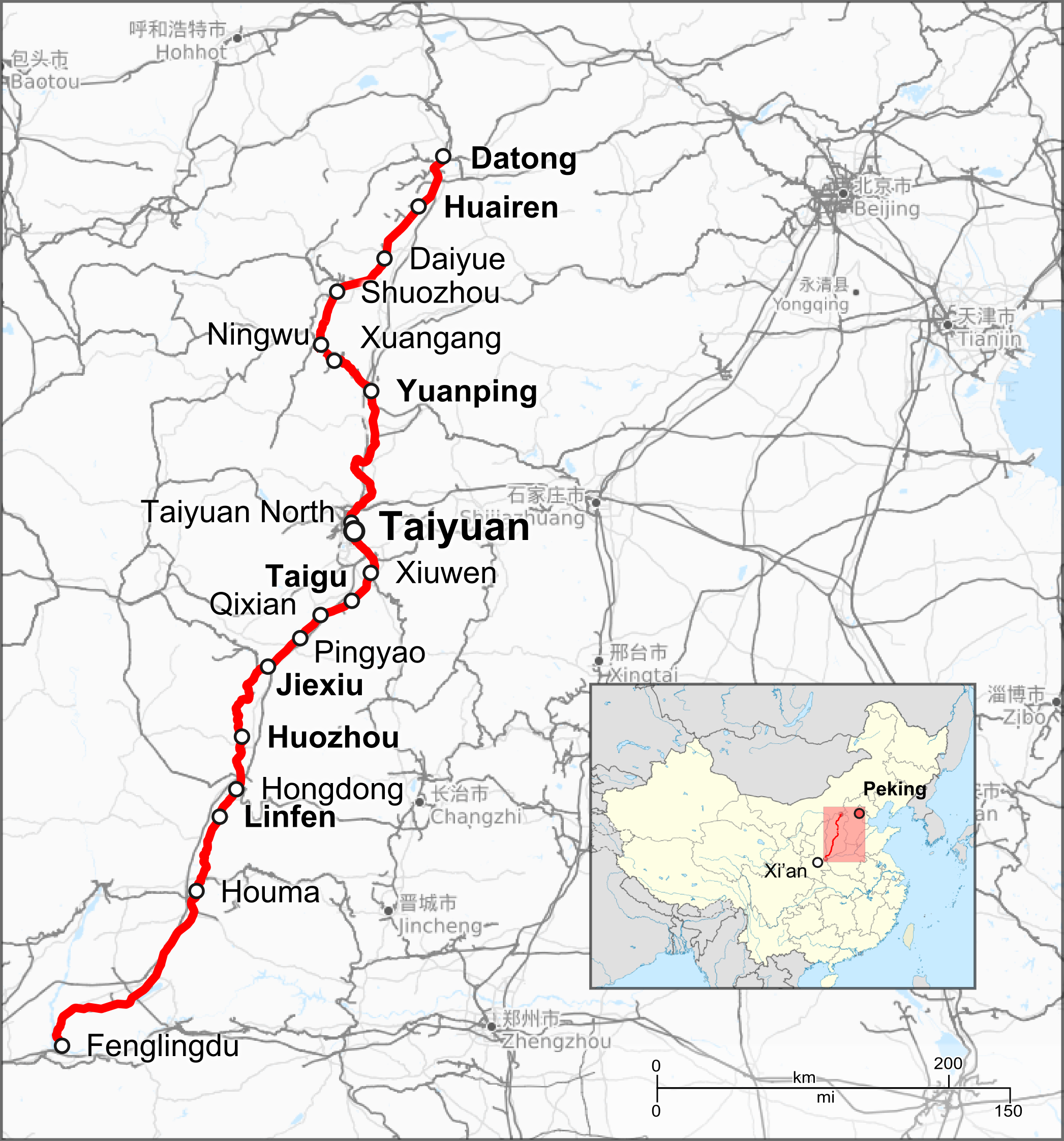
Mapa trati

Železniční trať Ta-tchung – Pchu-čou (čínsky v českém přepisu Tchung-pchu tchie-lu, pchin-jinem tóngpǔ tiělù, znaky zjednodušené 同蒲铁路, tradiční 同蒲鐵路) je hlavní a centrální železniční tratí provincie Šan-si v Čínské lidové republice. Její celková délka je 865 kilometrů, přičemž zhruba v polovině této délky se nachází Tchaj-jüan, hlavní město provincie, které tak trať přirozeně dělí na jižní a severní část. V roce 2012 byla v nákladní přepravě nejvytíženější tratí v Číně.
Jižní část o délce 513 kilometrů z Tchaj-jüanu do Feng-ling-tu u Pchu-čou v okrese Žuej-čcheng prefektury Jün-čcheng byla postavena v letech 1933–1935. Severní část z Ta-tchungu do Tchaj-jüanu o délce 351 kilometrů byla postavena v letech 1930–1940.

## Průběh trati
Trať začíná v Ta-tchungu, kde se připojuje na železniční tratě Peking – Pao-tchou a Ta-tchung – Čchin-chuang-tao. Vede nejprve přes Chuaj-žen a Šuo-čou do okresu Ning-wu prefektury Sin-čou, odkud vedou vedlejší železniční tratě Ning-wu – Kche-lan a Ning-wu – Ťing-le. Dále vede do Jüan-pchingu, odkud vede železniční trať Peking – Jüan-pching. Pak dále přes Sin-čou do Tchaj-jüanu, odkud vedou také tratě Š'-ťia-čuang – Tchaj-jüan a Tchaj-jüan – Ťiao-cuo a vysokorychlostní trať Š'-ťia-čuang – Tchaj-jüan. Trať pak pokračuje přes městskou prefekturu Ťin-čung, přesněji přes městský obvod Jü-cch’, okresy Tchaj-ku, Čchi a Pching-jao, a dále přes městskou prefekturu Lin-fen, přesněji přes městský okres Chuo-čou a okres Chung-tung. Před dojezdem do Feng-ling-tu pak trať ještě prochází přes železniční uzel v městském okrese Chou-ma, odkud vedou také železniční tratě Chou-ma – Si-an a Chou-ma – Jüe-šan.